# Verbot der religiösen Voraustrauung
Das Verbot der religiösen Voraustrauung untersagt eine kirchliche Trauung und die religiösen Feierlichkeiten einer Eheschließung vorzunehmen, ohne dass zuvor die Verlobten vor dem Standesamt erklärt haben, die Ehe miteinander eingehen zu wollen.
Dieses Verbot bestand in Deutschland vom 1. Januar 1876 § 67 PStG (1875) bis 31. Dezember 2008 [Art. 5 Abs. 2 S. 2 PStRG/2007] sowie in Österreich von 1938 bis 1955, es besteht in Deutschland wieder für sog. Kinderehen seit 22. Juli 2017.
Seit dem Ende dieses Verbots ist eine kirchliche Trauung sowohl vor als auch gänzlich ohne Eheschließung am Standesamt staatlicherseits erlaubt, bleibt aber ohne rechtliche Wirkung, abgesehen von eventuellen internen Regelungen einer die Trauung veranstaltenden Gemeinschaft.

## Deutschland

### Geschichte
Das Verbot der religiösen Voraustrauung stammte aus einer Zeit, als der Staat die zuvor von Geistlichen vollzogene Eheschließung als staatliche Angelegenheit zu betrachten begann (siehe Reichsgesetz über die Beurkundung des Personenstands und die Eheschließung von 1875). Das Gesetz von 1875 stand im Kontext des Kulturkampfes zwischen der katholischen Kirche und dem preußisch-protestantisch dominierten Deutschen Kaiserreich.
Das Verbot richtete sich hauptsächlich gegen das Eherecht der katholischen Kirche, das zwingend die Erklärung des Ehekonsenses vor einem Priester vorschreibt, wenn mindestens einer der Brautleute der römisch-katholischen Kirche angehört. Nach evangelischem Verständnis (Luther: „Die Ehe ist ein weltlich Ding“) hat der Staat die Befugnis, eine Ziviltrauung einzuführen; seitdem erkennen die evangelischen Kirchen diese als Eheschließung an und sehen die kirchliche Trauung nur als eine religiöse Feierlichkeit aus diesem Anlass an. Bis zur Einführung der Ziviltrauung war aber die kirchliche Trauung mangels zuständiger staatlicher Stellen auch im evangelischen Verständnis Eheschließung; die Veränderungen waren keineswegs unumstritten und führten auch zu Abspaltungen.
Das Verbot bestand, „es sei denn, dass einer der Verlobten lebensgefährlich erkrankt und ein Aufschub nicht möglich ist oder dass ein auf andere Weise nicht zu behebender schwerer sittlicher Notstand vorliegt, dessen Vorhandensein durch die zuständige Stelle der religiösen Körperschaft des öffentlichen Rechts bestätigt ist“ (§ 67 PStG). In diesem Ausnahmefall war dem Standesamt unverzüglich Anzeige zu erstatten (§ 67a PStG).
Die römisch-katholische Kirche verpflichtete sich 1933 im Reichskonkordat, das Verbot einzuhalten (Art. 26), wobei die Ausnahmen näher definiert wurden. Durch Notenwechsel des päpstlichen Staatssekretariats und der bundesdeutschen Botschaft beim Heiligen Stuhl vom 16./17. Juli 1956 wurde der Begriff weiter konkretisiert.
Ursprünglich handelte es sich bei dem Verbot sogar um einen Straftatbestand; er wurde im Laufe der Zeit immer laxer gehandhabt und schließlich in eine Ordnungswidrigkeit umgewandelt, zuletzt sogar ohne Möglichkeit einer Geldbuße. Es kam deshalb allenfalls die Festsetzung von Zwangsgeld nach § 69 PStG in Betracht. Das Verbot war zuletzt weitgehend ohne praktische Bedeutung.
Die Verfassungsmäßigkeit der in § 67 des Personenstandsgesetzes (PStG) enthaltenen Regelung war umstritten.

### Verbots-Aufgabe 2009
Im neuen Personenstandsgesetz, das am 1. Januar 2009 in Kraft trat, ist ein Verbot der religiösen Voraustrauung nicht mehr vorgesehen. Mangels praktischer Bedeutung „zumindest im Verhältnis zu den beiden großen Kirchen“ sowie unter Verweis auf § 1310 BGB und den sogenannten Kaiserparagraphen hielten die Autoren des Gesetzentwurfs die Vorschriften für entbehrlich. Eine Ausschussempfehlung des Bundesrats hatte dagegen im Hinblick auf die „anderen zwischenzeitlich in Deutschland verbreiteten Religionsgemeinschaften“ eine auf die Alternative der „religiösen Feierlichkeit“ beschränkte Beibehaltung des Ordnungswidrigkeitentatbestands als § 70 Abs. 1a formuliert, der Bundesrat stimmte dem Gesetz aber schließlich auch ohne dieses Verbot zu.
Nach Ansicht von Terre des Femmes begünstigt die Gesetzesnovelle von 2009 sowohl Zwangs- als auch Mehrfachehen. Insbesondere würden Kinder religiös verheiratet und diese Ehen erst später, nach Erreichen des Erwachsenenalters, oder gar nicht staatlich legitimiert. Die Organisation fordert daher, religiöse Eheschließungen wie zuvor nur nach standesamtlicher Eheschließung zu gestatten.

### Partielle Wiedereinführung 2017
Seit dem 22. Juli 2017 ist nach § 11 Abs. 2 PStG „eine religiöse oder traditionelle Handlung, die darauf gerichtet ist, eine der Ehe vergleichbare dauerhafte Bindung zweier Personen zu begründen, von denen eine das 18. Lebensjahr noch nicht vollendet hat“, verboten. „Das Gleiche gilt für den Abschluss eines Vertrags, der nach den traditionellen oder religiösen Vorstellungen der Partner an die Stelle der Eheschließung tritt.“ Das durch das Gesetz zur Bekämpfung von Kinderehen vom 17. Juli 2017 eingeführte Verbot bleibt damit hinter dem früheren insoweit zurück, als nur die Trauung Minderjähriger verboten ist; andererseits erfasst das Verbot über das frühere hinausgehend auch nichtreligiöse, „traditionelle“ Handlungen.
Ein Verstoß kann nach § 70 Absatz 1 und 3 PStG mit Geldbuße bis zu 5.000 € geahndet werden.

## Kirchenrecht

### Römisch-katholische Kirche
Nach katholischem Kirchenrecht kommt eine wirksame Ehe unter Katholiken grundsätzlich erst mit der Ablegung des Eheversprechens vor dem Priester oder Diakon zustande (Can. 1108 § 1). Die Deutsche Bischofskonferenz betrachtet die Regelungen des Reichskonkordats aber als fortbestehend an, womit es grundsätzlich bei der bisherigen Praxis verbleibt. Ausnahmsweise kann jedoch der Ortsordinarius nach der Ordnung für kirchliche Trauungen bei fehlender Zivileheschließung eine kirchliche Trauung ohne vorherige standesamtliche Eheschließung erlauben.

### Gliedkirchen der Evangelischen Kirche in Deutschland
Nach evangelischem Verständnis ist der Rechtsakt der Eheschließung eine staatliche Angelegenheit, die Trauung deshalb gottesdienstliche Feier einer bereits erfolgten Eheschließung (so etwa die Lebensordnung „Ehe und Trauung“ der Evangelischen Landeskirche in Baden, II.: „Die Ehe wird durch das Treueversprechen von Frau und Mann geschlossen. Dies geschieht nach unserer Rechtsordnung vor dem Standesbeamten. […] Die Kirche lädt dazu ein, die Ehe im Namen Gottes zu beginnen und die eheliche Gemeinschaft unter den gnädigen Willen Gottes zu stellen. Die Gemeinde nimmt daran teil, wenn Eheleute für ihre Gemeinschaft um Gottes Segen bitten.“). Folglich wird eine Trauung erst nach Nachweis der Eheschließung gehalten (Art. 4 Abs. 1 der genannten Lebensordnung).
Für die evangelischen Kirchen ändert sich deshalb durch die Gesetzesänderung nichts. Der Bevollmächtigte des Rates der EKD bei der Bundesrepublik Deutschland und der Europäischen Union David Gill erklärte, es werde keine klassische evangelische Trauung im liturgischen Sinne ohne vorherige staatliche Eheschließung geben. Im Gutachten einer vom Rat der Evangelischen Kirche in Deutschland eingesetzten Kommission heißt es dazu, der rechtlichen Bindung und Konsequenz von Eheschließung wolle sich die evangelische Theologie aus innerer Einsicht heraus nicht verschließen. „Nur so können derzeit die genannten Kriterien für Ehe (öffentlich dokumentierte, dauerhafte, ausschließliche und freiwillig eingegangene Verbindung von Mann und Frau, die für Kinder offen ist), aber auch ein verantwortlicher Umgang mit ihrem Scheitern geregelt werden“. Um des theologischen Verständnisses der Ehe willen könne von der rechtlichen Dimension nicht gelassen werden. Dem evangelischen Verständnis von Ehe und Eheschließung entspreche es, dass der Ehe als bürgerlich-rechtlich geschlossen und ihr in einem Gottesdienst Gottes Segen zugesprochen werde. Eine gottesdienstliche Begleitung eines nicht-ehelichen dauerhaften Zusammenlebens müsse sich in ihrer Form von einer kirchlichen Trauung deshalb klar unterscheiden.

## Österreich
Mit dem Anschluss Österreichs im Jahr 1938 trat das in Deutschland gültige Personenstandsrecht in der Fassung des Personenstandsgesetz 1937 auch in Österreich in Kraft. 1945 wurde dieses Gesetz in das Rechtssystem der Republik Österreich übernommen und blieb bis Ende 1983 mit den (reichsdeutschen) Paragrafen Rechtsbestand. Im Jahr 1955 hat der Verfassungsgerichtshof die strafrechtliche Vorschrift des § 67 PStG (siehe oben) wegen Verstoßes gegen die Religionsfreiheit als verfassungswidrig aufgehoben.

## Schweiz
In der Schweiz darf vor der Ziviltrauung eine religiöse Eheschließung nicht durchgeführt werden.

## Liechtenstein
Auch in Liechtenstein darf die Ehe vor dem Trauorgan einer Religionsgemeinschaft erst nach abgeschlossenem staatlichen Trauungsakt eingegangen werden; die religiöse Traufeierlichkeit darf ohne Vorweis des Ehescheines nicht vorgenommen werden.